# DN39B
DN39B este un drum național care face legătura între DN39 și Olimp, Constanța.